# Луґі (Сьремський повіт)
Луґі (пол. Ługi) — село в Польщі, у гміні Ксьонж-Велькопольський Сьремського повіту Великопольського воєводства.
Населення — 239 осіб (2011).
У 1975-1998 роках село належало до Познанського воєводства.

## Демографія
Демографічна структура станом на 31 березня 2011 року:
|          | Загалом | Допрацездатний вік | Працездатний вік | Постпрацездатний вік |
| -------- | ------- | ------------------ | ---------------- | -------------------- |
| Чоловіки | 119     | 27                 | 80               | 12                   |
| Жінки    | 120     | 30                 | 66               | 24                   |
| Разом    | 239     | 57                 | 146              | 36                   |